# 氷をゆらす人
「氷をゆらす人」（こおりをゆらすひと）は、1981年4月25日に発売された野口五郎の38枚目のシングルである。

## 収録曲
- 全曲作曲：三木たかし／編曲：船山基紀

1. 氷をゆらす人
作詞：浜辺芳光／補作詞：伊藤アキラ
  - 雑誌「週刊明星」募集歌。
2. YOUR SONG
作詞：伊藤アキラ